# Single numer jeden w roku 2011 (Japonia)
Notowanie Weekly Singles Chart (jap. 週間シングルチャート Shūkan Shinguru Chāto) przedstawia najlepiej sprzedające się single w Japonii. Publikowane jest ono przez magazyn Oricon Style, a dane kompletowane są przez Oricon w oparciu o cotygodniowe wyniki sprzedaży fizycznej singli. Poniżej znajdują się tabele prezentujące najpopularniejsze single w danych tygodniach w roku 2011.
Notowanie Billboard Japan Hot 100 przedstawia najpopularniejsze single w Japonii. Publikowane jest ono przez magazyn Billboard i Hanshin Contents Link, a dane kompletowane są w oparciu o sprzedaż CD singli (udostępniane przez SoundScan Japan), częstotliwość emitowania piosenek na antenach japońskich stacji radiowych (udostępniane przez firmę Plantech), dane sprzedaży w sklepach internetowych oraz dane sprzedaży z iTunes Japan.

## Oricon Weekly Singles Chart
| Data            | Singel                                                                   | Wykonawca                        | Źródło |
| --------------- | ------------------------------------------------------------------------ | -------------------------------- | ------ |
| 3 stycznia      | „Dream ON”                                                               | Naoya Urata feat. Ayumi Hamasaki | [ 1 ]  |
| 10 stycznia     | „Toilet no kamisama” (jap. トイレの神様)                                 | Kana Uemura                      | [ 2 ]  |
| 17 stycznia     | „Toilet no kamisama” (jap. トイレの神様)                                 | Kana Uemura                      | [ 3 ]  |
| 24 stycznia     | „DADA”                                                                   | Radwimps                         | [ 4 ]  |
| 31 stycznia     | „Hadakanbō” (jap. はだかんぼー)                                          | Tomohisa Yamashita               | [ 5 ]  |
| 7 lutego        | „Why? (Keep Your Head Down)”                                             | Tōhōshinki                       | [ 6 ]  |
| 14 lutego       | „ULTIMATE WHEELS”                                                        | KAT-TUN                          | [ 7 ]  |
| 21 lutego       | „Each Other's Way ~Tabi no tochū~” (jap. Each Other's Way 〜旅の途中〜)  | Exile                            | [ 8 ]  |
| 28 lutego       | „Sakura no ki ni narō” (jap. 桜の木になろう)                             | AKB48                            | [ 9 ]  |
| 7 marca         | „Lotus”                                                                  | Arashi                           | [ 10 ] |
| 14 marca        | „Eternal”                                                                | Jin Akanishi                     | [ 11 ] |
| 21 marca        | „Banzai Venus” (jap. バンザイVenus)                                      | SKE48                            | [ 12 ] |
| 28 marca        | „Shūmatsu Not yet” (jap. 週末Not yet)                                    | Not yet                          | [ 13 ] |
| 4 kwietnia      | „Greatest The Hits 2011~2011” (jap. グレイテスト・ザ・ヒッツ 2011〜2011) | Maximum the Hormone              | [ 14 ] |
| 11 kwietnia     | „Greatest The Hits 2011~2011” (jap. グレイテスト・ザ・ヒッツ 2011〜2011) | Maximum the Hormone              | [ 15 ] |
| 18 kwietnia     | „Jet Coaster Love” (jap. ジェットコースターラブ)                         | Kara                             | [ 16 ] |
| 25 kwietnia     | „Sayonara kizu darake no hibi yo” (jap. さよなら傷だらけの日々よ)        | B’z                              | [ 17 ] |
| 2 maja          | „T.W.L/Yellow Bungee Street” (jap. T.W.L/イエローパンジーストリート)     | Kanjani ∞                        | [ 18 ] |
| 9 maja          | „Let me cry”                                                             | Jang Keun-suk                    | [ 19 ] |
| 16 maja         | „Shōjo hikō” (jap. 少女飛行)                                             | PASSPO☆                          | [ 20 ] |
| 23 maja         | „My Home” (jap. マイホーム)                                              | Kanjani ∞                        | [ 21 ] |
| 30 maja         | „WHITE”                                                                  | KAT-TUN                          | [ 22 ] |
| 6 czerwca       | „Everyday, Katyusha” (jap. Everyday、カチューシャ)                       | AKB48                            | [ 23 ] |
| 13 czerwca      | „Don’t Wanna Lie”                                                        | B’z                              | [ 24 ] |
| 20 czerwca      | „365 nichi kazoku” (jap. 365日家族)                                      | Kanjani ∞                        | [ 25 ] |
| 27 czerwca      | „Time”                                                                   | KinKi Kids                       | [ 26 ] |
| 4 lipca         | „Flower”                                                                 | Atsuko Maeda                     | [ 27 ] |
| 11 lipca        | „OVER”                                                                   | Hey! Say! JUMP                   | [ 28 ] |
| 18 lipca        | „Naminori kakigōri” (jap. 波乗りかき氷)                                  | Not yet                          | [ 29 ] |
| 25 lipca        | „Fuini” (jap. ふいに)                                                    | Tomomi Itano                     | [ 30 ] |
| 1 sierpnia      | „Zetsumetsu kurokami shōjo” (jap. 絶滅黒髪少女)                          | NMB48                            | [ 31 ] |
| 8 sierpnia      | „Pareo wa Emerald” (jap. パレオはエメラルド)                             | SKE48                            | [ 32 ] |
| 15 sierpnia     | „RUN FOR YOU”                                                            | KAT-TUN                          | [ 33 ] |
| 22 sierpnia     | „Everybody Go”                                                           | Kis-My-Ft2                       | [ 34 ] |
| 29 sierpnia     | „Tsubusani koi” (jap. ツブサニコイ)                                      | Kanjani ∞                        | [ 35 ] |
| 5 września      | „Flying Get” (jap. フライングゲット)                                     | AKB48                            | [ 36 ] |
| 12 września     | „Kazoku ni narō yo/fighting pose” (jap. 家族になろうよ/fighting pose)    | Masaharu Fukuyama                | [ 37 ] |
| 19 września     | „FIGHTERS”                                                               | Sandaime J Soul Brothers         | [ 38 ] |
| 26 września     | „Rising Sun/Itsuka kitto...” (jap. Rising Sun/いつかきっと…)             | Exile/Exile Atsushi              | [ 39 ] |
| 3 października  | „Magic Power”                                                            | Hey! Say! JUMP                   | [ 40 ] |
| 10 października | „Bo Peep Bo Peep”                                                        | T-ARA                            | [ 41 ] |
| 17 października | „Green a.live”                                                           | YUI                              | [ 42 ] |
| 24 października | „X X X”                                                                  | L’Arc-en-Ciel                    | [ 43 ] |
| 31 października | „Oh My God!” (jap. オーマイガー!)                                        | NMB48                            | [ 44 ] |
| 7 listopada     | „Kaze wa fuiteiru” (jap. 風は吹いている)                                 | AKB48                            | [ 45 ] |
| 14 listopada    | „Meikyū Love Song” (jap. 迷宮ラブソング)                                 | Arashi                           | [ 46 ] |
| 21 listopada    | „Okey Dokey” (jap. オキドキ)                                             | SKE48                            | [ 47 ] |
| 28 listopada    | „Sexy Zone”                                                              | Sexy Zone                        | [ 48 ] |
| 5 grudnia       | „Saisho no Mail” (jap. 最初のメール)                                     | French Kiss                      | [ 49 ] |
| 12 grudnia      | „BIRTH”                                                                  | KAT-TUN                          | [ 50 ] |
| 19 grudnia      | „Ue kara Mariko” (jap. 上からマリコ)                                     | AKB48                            | [ 51 ] |
| 26 grudnia      | „We never give up!”                                                      | Kis-My-Ft2                       | [ 52 ] |

## BillboardJapan Hot 100
| Data            | Utwór                                                                   | Wykonawca              | Źródło  |
| --------------- | ----------------------------------------------------------------------- | ---------------------- | ------- |
| 3 stycznia      | „A winter fairy is melting a snowman”                                   | Kaela Kimura           | [ 53 ]  |
| 10 stycznia     | wstrzymanie publikacji                                                  | wstrzymanie publikacji |         |
| 17 stycznia     | „Toilet no kamisama” (jap. トイレの神様)                                | Kana Uemura            | [ 54 ]  |
| 24 stycznia     | „DADA”                                                                  | Radwimps               | [ 55 ]  |
| 31 stycznia     | „If”                                                                    | French Kiss            | [ 56 ]  |
| 7 lutego        | „Why? (Keep Your Head Down)”                                            | Tōhōshinki             | [ 57 ]  |
| 14 lutego       | „ULTIMATE WHEELS”                                                       | KAT-TUN                | [ 58 ]  |
| 21 lutego       | „Each Other's Way ~Tabi no tochū~” (jap. Each Other's Way 〜旅の途中〜) | Exile                  | [ 59 ]  |
| 28 lutego       | „Sakura no ki ni narō” (jap. 桜の木になろう)                            | AKB48                  | [ 60 ]  |
| 7 marca         | „Lotus”                                                                 | Arashi                 | [ 61 ]  |
| 14 marca        | „Eternal”                                                               | Jin Akanishi           | [ 62 ]  |
| 21 marca        | „Yume tamago” (jap. ユメタマゴ)                                         | NYC                    | [ 63 ]  |
| 28 marca        | „Shūmatsu Not yet” (jap. 週末Not yet)                                   | Not yet                | [ 64 ]  |
| 4 kwietnia      | „Utsukushiki hitobito no uta” (jap. 鬱くしき人々のうた)                 | French Kiss            | [ 65 ]  |
| 11 kwietnia     | „Born This Way”                                                         | Lady Gaga              | [ 66 ]  |
| 18 kwietnia     | „Kazoe uta” (jap. かぞえうた)                                           | Mr. Children           | [ 67 ]  |
| 25 kwietnia     | „Sayonara kizu darake no hibi yo” (jap. さよなら傷だらけの日々よ)       | B’z                    | [ 68 ]  |
| 2 maja          | „T.W.L”                                                                 | Kanjani ∞              | [ 69 ]  |
| 9 maja          | „MR.TAXI”                                                               | Shōjo jidai            | [ 70 ]  |
| 16 maja         | „MR.TAXI”                                                               | Shōjo jidai            | [ 71 ]  |
| 23 maja         | „My Home” (jap. マイホーム)                                             | Kanjani ∞              | [ 72 ]  |
| 30 maja         | „WHITE”                                                                 | KAT-TUN                | [ 73 ]  |
| 6 czerwca       | „Everyday, Katyusha” (jap. Everyday、カチューシャ)                      | AKB48                  | [ 74 ]  |
| 13 czerwca      | „Everyday, Katyusha” (jap. Everyday、カチューシャ)                      | AKB48                  | [ 75 ]  |
| 20 czerwca      | „365 nichi kazoku” (jap. 365日家族)                                     | Kanjani ∞              | [ 76 ]  |
| 27 czerwca      | „Time”                                                                  | KinKi Kids             | [ 77 ]  |
| 4 lipca         | „Flower”                                                                | Atsuko Maeda           | [ 78 ]  |
| 11 lipca        | „OVER”                                                                  | Hey! Say! JUMP         | [ 79 ]  |
| 18 lipca        | „Naminori kakigōri” (jap. 波乗りかき氷)                                 | Not yet                | [ 80 ]  |
| 25 lipca        | „Fuini” (jap. ふいに)                                                   | Tomomi Itano           | [ 81 ]  |
| 1 sierpnia      | „Superstar”                                                             | Tōhōshinki             | [ 82 ]  |
| 8 sierpnia      | „Pareo wa Emerald” (jap. パレオはエメラルド)                            | SKE48                  | [ 83 ]  |
| 15 sierpnia     | „RUN FOR YOU”                                                           | KAT-TUN                | [ 84 ]  |
| 22 sierpnia     | „Everybody Go”                                                          | Kis-My-Ft2             | [ 85 ]  |
| 29 sierpnia     | „Tsubusani koi” (jap. ツブサニコイ)                                     | Kanjani ∞              | [ 86 ]  |
| 5 września      | „Flying Get” (jap. フライングゲット)                                    | AKB48                  | [ 87 ]  |
| 12 września     | „Kazoku ni narō yo” (jap. 家族になろうよ)                               | Masaharu Fukuyama      | [ 88 ]  |
| 19 września     | „Niji no uta” (jap. Nijiの詩)                                           | Tsuyoshi Dōmoto        | [ 89 ]  |
| 26 września     | „Rising Sun”                                                            | Exile                  | [ 90 ]  |
| 3 października  | „Magic Power”                                                           | Hey! Say! JUMP         | [ 91 ]  |
| 10 października | „Bo Peep Bo Peep”                                                       | T-ARA                  | [ 92 ]  |
| 17 października | „Omoidase naku naru sono hi made” (jap. 思い出せなくなるその日まで)     | back number            | [ 93 ]  |
| 24 października | „X X X”                                                                 | L’Arc-en-Ciel          | [ 94 ]  |
| 31 października | „Zero” (jap. ゼロ)                                                      | Bump of Chicken        | [ 95 ]  |
| 7 listopada     | „Kaze wa fuiteiru” (jap. 風は吹いている)                                | AKB48                  | [ 96 ]  |
| 14 listopada    | „Meikyū Love Song” (jap. 迷宮ラブソング)                                | Arashi                 | [ 97 ]  |
| 21 listopada    | „Okey Dokey” (jap. オキドキ)                                            | SKE48                  | [ 98 ]  |
| 28 listopada    | „Sexy Zone”                                                             | Sexy Zone              | [ 99 ]  |
| 5 grudnia       | „Anata e” (jap. あなたへ/Ooo Baby)                                      | Exile                  | [ 100 ] |
| 12 grudnia      | „BIRTH”                                                                 | KAT-TUN                | [ 101 ] |
| 19 grudnia      | „Ue kara Mariko” (jap. 上からマリコ)                                    | AKB48                  | [ 102 ] |
| 26 grudnia      | „We never give up!”                                                     | Kis-My-Ft2             | [ 103 ] |